# Kurt Baldinger
Kurt Baldinger (* 17. November 1919 in Binningen; † 17. Januar 2007 in Heidelberg) war ein Schweizer Romanist, Linguist (Sprachwissenschaftler) und Mediävist.

## Leben und Karriere
Baldinger besuchte das Realgymnasium in Basel. Er promovierte 1948 in Basel bei seinem Lehrer Walther von Wartburg. 
Er war von 1949 bis 1962 Leiter des Instituts für romanische Philologie bei der Akademie der Wissenschaften der DDR in Ost-Berlin. Nach seiner Habilitation 1952 war er von 1953 bis 1957 Professor der Humboldt-Universität zu Berlin. 
1957 wurde er als Ordinarius für romanische Philologie an die Universität Heidelberg berufen, der er treu blieb und deren Rektor er 1968/1969 in einer politisch stürmischen Zeit war. Seit 1958 war er Mitglied der Heidelberger Akademie der Wissenschaften und seit 1976 der American Philosophical Society. 1988 wurde er zum korrespondierenden Mitglied der British Academy und 1990 zum assoziierten Mitglied der Königlichen Akademie der Wissenschaften und Schönen Künste von Belgien gewählt.
Baldinger war 30 Jahre Herausgeber der Zeitschrift für romanische Philologie und lange Zeit Mitarbeiter des Französischen Etymologischen Wörterbuchs. Er publizierte zahlreiche Bücher und Aufsätze und zahllose Rezensionen. Er leitete mehrere große Wörterbuchprojekte, gehörte vielen Akademien des In- und Auslandes an und war fünffacher Ehrendoktor. 
Sein wissenschaftliches Profil hatte er vor allem in der Französistik, der Hispanistik und der Allgemeinen Sprachwissenschaft.
Kurt Baldinger wurde in der Grabstätte C/001/00143 auf dem Köpfel-Friedhof in Ziegelhausen beigesetzt.

## Schriften (Auswahl)
- Die Herausbildung der Sprachräume auf der Pyrenäenhalbinsel. Querschnitt durch die neueste Forschung und Versuch einer Synthese. Berlin 1958, OCLC 916232254.
- Teoria semántica. Hacia una semántica moderna. Madrid 1970, OCLC 865261372.
- Zum Einfluß der Sprache auf die Vorstellungen des Menschen. (Volksetymologie und semantische Parallelverschiebung). Heidelberg 1973, ISBN 3-533-02289-7.
- Etymologisches Wörterbuch zu Rabelais (Gargantua). Tübingen 2001, ISBN 3-484-52306-9.